# Беломорское городское поселение
Беломорское городско́е поселе́ние — муниципальное образование в Беломорском районе Республика Карелии Российской Федерации.
Административный центр — город Беломорск.

## История
Статус и границы городского поселения установлены Законом Республики Карелия от 1 ноября 2004 года № 813-ЗРК «О городских, сельских поселениях в Республике Карелия».

## Население
| 2009    | 2010    | 2012    | 2013    | 2014    | 2015    | 2016    |
| ------- | ------- | ------- | ------- | ------- | ------- | ------- |
| 11 658  | ↗12 121 | ↘11 750 | ↘11 457 | ↘11 225 | ↘11 008 | ↘10 917 |
| 2017    | 2018    | 2019    | 2020    | 2021    | 2023    |         |
| ↘10 731 | ↘10 542 | ↘10 356 | ↘10 053 | ↘8596   | ↘8284   |         |

## Населённые пункты
В состав городского поселения входят 12 населённых пунктов, в том числе 1 город и 11 сельских населённых пунктов (3 из которых входят в состав города):
| №  | Населённый пункт | Тип населённого пункта | Население |
| -- | ---------------- | ---------------------- | --------- |
| 1  | Беломорск        | город                  | ↘7407     |
| 2  | Водников         | посёлок                |           |
| 3  | Выгостров        | деревня                | ↘29       |
| 4  | Горелый Мост     | разъезд                |           |
| 5  | Золотец          | посёлок                | ↘643      |
| 6  | Матигора         | деревня                | ↘4        |
| 7  | при 16 шлюзе ББК | посёлок                | ↘30       |
| 8  | при 17 шлюзе ББК | посёлок                | ↘12       |
| 9  | при 18 шлюзе ББК | посёлок                | →40       |
| 10 | при 19 шлюзе ББК | посёлок                |           |
| 11 | Сальнаволок      | деревня                | ↘17       |
| 12 | Шижня            | деревня                | ↗83       |

## Местное самоуправление
Главы городского поселения
- Ирина Валентиновна Филиппова[18]